# Volker Ellenberger (Jurist)
Volker Ellenberger (* 20. März 1955) ist ein deutscher Jurist. Er war von 2011 bis 2023 Präsident des Verwaltungsgerichtshofs Baden-Württemberg.

## Leben und Wirken
Ellenberger studierte Rechtswissenschaften an der Universität Tübingen. In Tübingen wurde er Mitglied der Studentenverbindung AV Igel. Er trat 1983 in den Justizdienst ein und wurde Richter am Verwaltungsgericht Sigmaringen. In den 1990er Jahren arbeitete er im Rahmen des Aufbaus Ost zeitweilig in Sachsen, zunächst am Kreisgericht Dresden und dann als Leiter der Abteilung für allgemeine Verwaltung im Sächsischen Justizministerium. Nach einer Tätigkeit als Richter am Verwaltungsgerichtshof im Justizministerium Baden-Württemberg tätig. Dort wurde er 1998 Leiter der Abteilung I. Mit Wirkung vom 1. Januar 2011 wurde Ellenberger Präsident des Verwaltungsgerichtshofs Baden-Württemberg. Am 31. März 2023 trat er in den Ruhestand ein.